# I am Error
I am Error (littéralement : « Je suis Erreur ») est une citation anglophone issue du jeu Zelda II: The Adventure of Link, sorti en 1988 sur la console NES. Trahissant un problème de traduction interne au développement du jeu, elle est devenue un mème Internet.

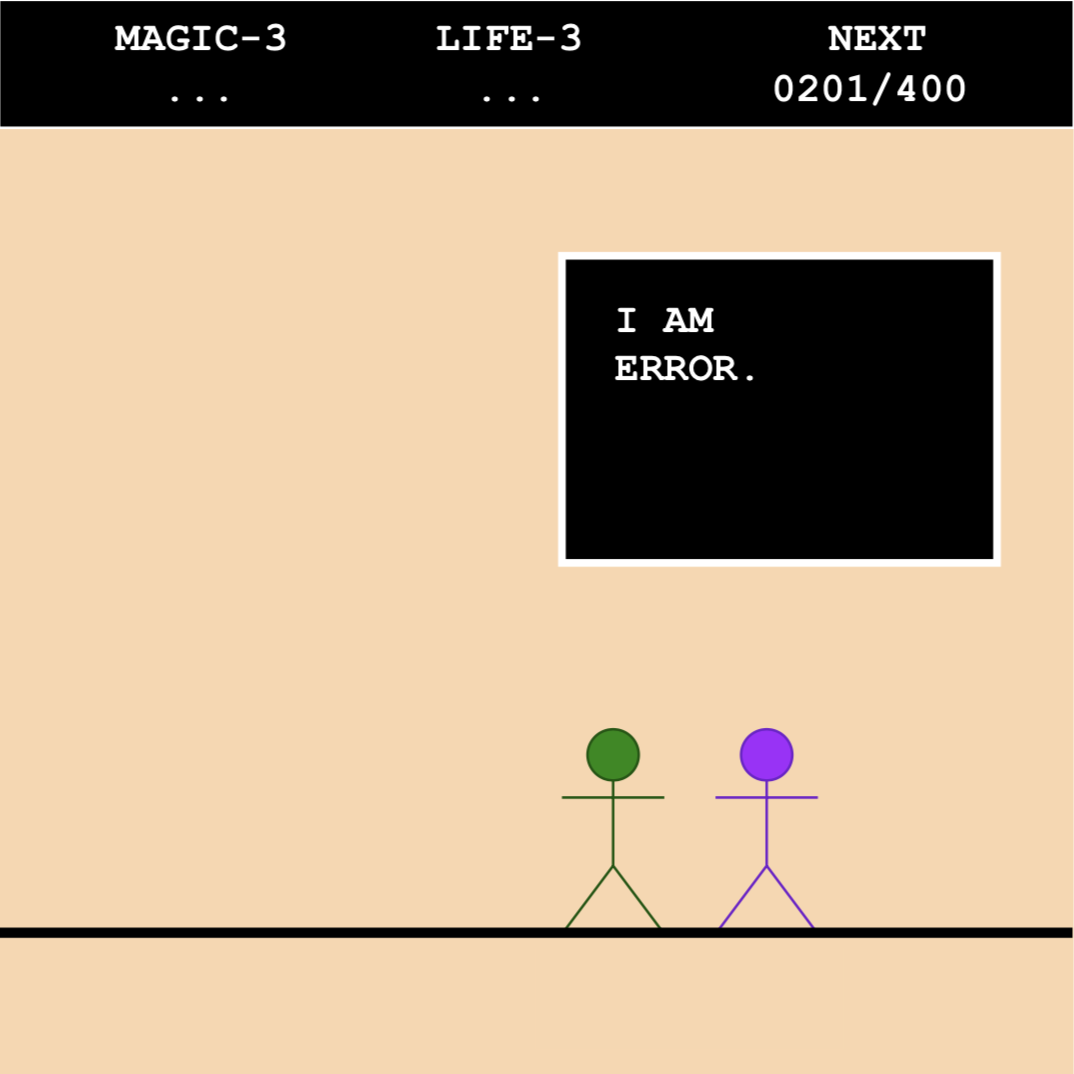
Esquisse de l'apparition originale de la phrase "I am Error", dans le jeu Zelda II : The Adventure of Link. En vert, le personnage de Link ; en violet, celui d'Error.

Cette phrase est prononcée par un personnage du nom d'Error issu du fictionnel royaume d'Hyrule, propre à la série de jeux vidéo The Legend of Zelda et représenté dans Zelda II. La tradition populaire considère cette citation comme une erreur de traduction, bien que le traducteur Clyde Mandelin fasse remarquer que la version originale du jeu, en japonais, comporte la même caractéristique ; et d'autre part, qu'un second personnage du jeu porte le nom de Bagu, une mauvaise traduction de bug causée par la manière dont le mot est phonétiquement écrit.
Cette citation est par la suite reprise par de nombreux jeux ou médias comme Super Paper Mario, The Binding of Isaac, et Guacamelee!. La citation et par extension le personnage d'Error sont considérés par la presse spécialisée (GamesRadar+, GameSpot et Official Nintendo Magazine, notamment) comme l'un des plus célèbres éléments d'un jeu vidéo,  et a atteint la postérité sous la forme d'un mème Internet. Des sites web tels qu'IGN ou GameSpot considèrent la citation comme l'une des plus mauvaises traductions de l'histoire du jeu vidéo.

## Contexte et description

Logo de Zelda II : The Adventure of Link, dont le mème est originaire.

La citation provient du jeu vidéo japonais Zelda II: The Adventure of Link, sorti en 1988 sur la console NES. Cette œuvre d'action-RPG met en scène plusieurs personnages non-joueurs que le héros du jeu, Link est amené à rencontrer et à interroger pour progresser dans l'intrigue. C'est ainsi que dans le village fictif de Ruto, situé dans le monde d'Hyrule, Link se retrouve face à un personnage (lui-même le palette swap violet d'autres personnages croisés en jeu) qui, pour l'accueillir, prononce la phrase « I am Error ».
Ces mots, assimilables à de l'engrish, équivalent en français à « Je suis Erreur » (à rapprocher de « Je suis une erreur »). Selon les croyances populaires, cette citation est une mauvaise traduction, mais le traducteur de jeux vidéo Clyde Mandelin remarque que la version japonaise du jeu utilise le même nom et qu'un autre personnage porte le nom de Bagu, une mauvaise traduction de bug causée par la manière dont le mot est phonétiquement écrit,.

## Accueil
Depuis son apparition, selon le traducteur Clyde Mandelin, « I am Error » est devenu une des plus mauvaises traductions de jeux NES. Mandelin et Thomas East de Official Nintendo Magazine remarquent que la traduction communément faite est une idée fausse, bien qu'East inclut la citation dans sa liste des 22 erreurs classiques dans le jeu vidéo,. Le site web GameSpot évoque la phrase comme la plus grande bizarrerie d'une traduction, alors que Jeff Gerstmann, qui teste Zelda II sur Game Boy Advance, cite cependant la phrase comme un élément positif du jeu. Le site web GamesRadar+ place la phrase dans sa liste des 40 citations les plus reprises et dans sa liste des 100 meilleures citations issues d'un jeu vidéo. Brett Elston utilise la phrase pour qualifier les jeux de la série The Legend of Zelda qui n'ont pas fonctionné,,. Le site web IGN positionne la citation au deuxième rang de sa liste des plus mauvaises phrases d'un jeu vidéo. Morgan Sleeper du site web Nintendo Life compare la citation au texte de Castlevania II: Simon's Quest.

## Citation dans d'autres médias
Le jeu vidéo Super Paper Mario comporte un boss, un dragon robotique nommé Fracktail. À un certain moment, il est hacké, ce qui lui cause de prononcer quelques phrases confuses, dont « I am Error. Press any key to restart ». Un succès dans le jeu vidéo Guacamelee! porte le nom de I am Error en référence à Zelda II. Zeno Clash II comporte également un succès intitulé I am Error. La citation est également présente dans le jeu Fossil Fighters: Champions sorti en 2010. Le développeur de jeux vidéo Edmund McMillen inclut une référence à la citation dans deux jeux qu'il conçoit. Dans Time Fcuk, il précise qu'il s'en sert comme note d'humour et The Binding of Isaac, le personnage original Error apparait, alors que les joueurs ont cru que ce personnage était à l'effigie de McMillen,. Ben Huh, le fondateur du site web I Can Has Cheezburger? centré sur le jeu vidéo, écrit pour le site web CNN.com que « I am Error » a gagné de la popularité  grâce à l'engrish All your base are belong to us. Le site web The Sydney Morning Herald place la citation dans sa liste de citations mémorables issues du jeu vidéo. Brett Staebell du site web The Escapist nomme le personnage Error « pioneer in game humorology » (« précurseur de l'humour dans les jeux vidéo ») et fait de la citation le sous-titre de son article. La page erreur 404 du site web de Nintendo Europe est illustrée avec le personnage Error pendant une période. Plus récemment, le jeu Pony Island (en) y fait également référence en ajoutant un écran accessible par mot de passe (que l'on trouve dans le jeu) montrant un personnage disant "I AM ERROR" similaire à celui apparaissant dans The Binding of Isaac.